# مات بوتشر
مات بوتشر (بالإنجليزية: Matt Butcher)‏ (14 مايو 1997 في المملكة المتحدة - ) هو لاعب كرة قدم بريطاني في مركز الوسط. لعب مع نادي بورنموث ونادي وكينغ وGosport Borough F.C. ‏ ونادي بول تاون.

## وصلات خارجية
- مات بوتشر على موقع قاعدة بيانات كرة القدم.إي يو (الإنجليزية)
- مات بوتشر على موقع Soccerbase.com (لاعب) (الإنجليزية)
- مات بوتشر على موقع عالم كرة القدم.نت (الإنجليزية)
- مات بوتشر على موقع AS.com (الإسبانية)